# Samochodowe płyny chłodzące

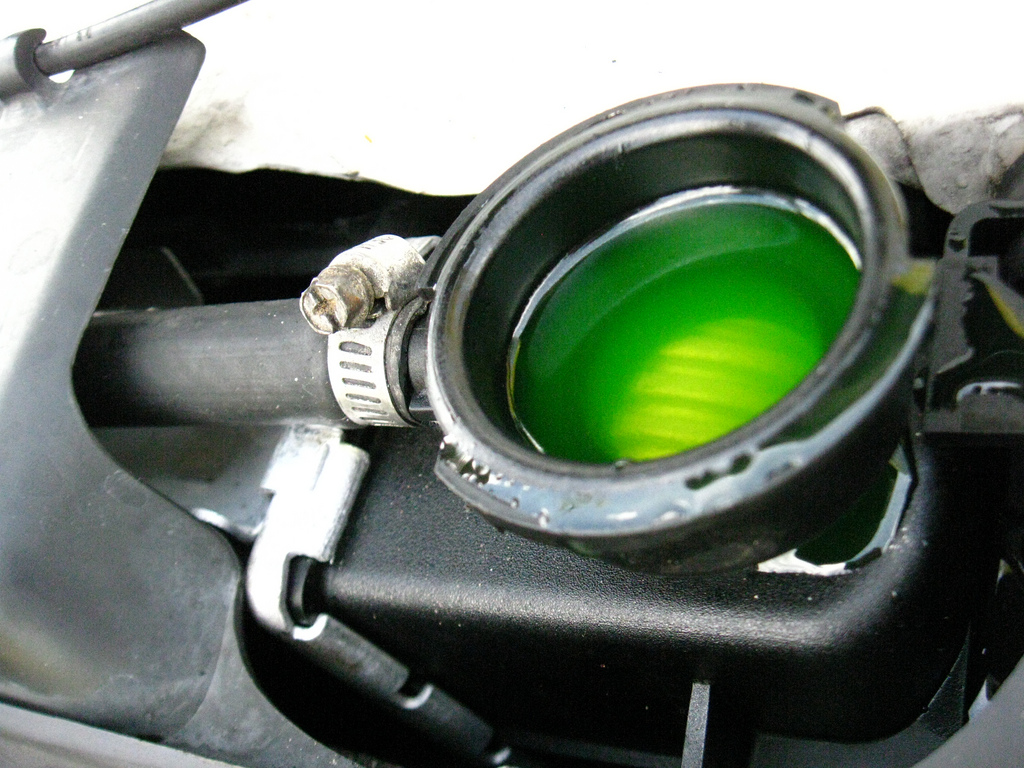
Płyn chłodzący w chłodnicy.

Samochodowe płyny chłodzące – płyny stosowane w samochodowych układach chłodzenia zamiast wody, charakteryzujące się znacznie niższą od wody temperaturą krzepnięcia i wyższą temperaturą wrzenia. Wytwarzane są na bazie glikolu etylenowego lub glikolu propylenowego w kilku odmianach, różniących się składem i przeznaczeniem (np. w wersji szczególnie zalecanej dla chłodnic wykonanych z aluminium). Lepszymi właściwościami charakteryzuje się glikol etylenowy, ale coraz szerzej jest stosowany glikol propylenowy. Wynika to z dużej toksyczności glikolu etylenowego oraz nietoksyczności propylenowego. Płyny z glikolem propylenowym wymagają dodatków antykorozyjnych w większej ilości i o lepszej jakości oraz wymagają substancji zapobiegających wzrostowi drobnoustrojów (w glikolu etylenowym z powodu toksyczności zjawisko takie nie zachodzi), co zwiększa ich koszt.
Inne bazy to alkohole (metanol, etanol) i glicerol. Alkohole obecnie nie są stosowane, ponieważ z powodu ich parowania płyny szybko traciły właściwości. Natomiast glicerol ma właściwości podobne do glikolu propylenowego (nieco gorsze) i obecnie jest czasem stosowany jako dodatek do płynów z glikolem etylenowym pozwalający na zmniejszenie zawartości toksycznego glikolu.
Płyny chłodnicze sprzedawane są najczęściej w postaci gotowego roztworu wodnego lub koncentratu do rozcieńczenia (np. w stosunku 1:1) z wodą destylowaną lub zdemineralizowaną. Zawierają domieszki zapobiegające pienieniu się płynu, powstawaniu kamienia kotłowego, korozji, uszkodzeniom gumowych elementów układu chłodniczego itp. Gęstość typowego płynu wynosi około 1,070-1,080 g/cm³, temperatura zamarzania około –35 °C, współczynnik pH około 7,5-8,5, temperatura wrzenia powyżej 106 °C.
W czasach PRL najpowszechniej stosowany był płyn Borygo, produkowany do dziś przez zakłady Boryszew na Boryszewie w Sochaczewie (dawn. Boryszew ERG, obecnie Boryszew SA). Nazwy handlowe innych podobnych i podobnie działających płynów do chłodnic to m.in. Petrygo, Paraflu (rekomendowane dla samochodów marek włoskich, np. FIAT, Lancia, Alfa Romeo), DynaGEL, Qal i innych.
Płyny do chłodnic są szkodliwe dla człowieka (zob. zatrucie glikolem etylenowym). Do zatrucia dochodzi najczęściej wskutek wypicia tego płynu sprzedawanego pokątnie jako alkohol etylowy nieznanego pochodzenia. 

## Klasyfikacja
Ze względu na zastosowane dodatki antykorozyjne (i inne) płyny dzielone są na:
- IAT (Inorganic Additive Technology),
- OAT (Organic Acid Technology),
- HOAT (Hybrid Organic Acid Technology),
- SiOAT (Silicate Organic Acid Technology),
- NOAT (Nitrated Organic Acid Technology),
- NMOAT (Nitrite Molybdate Organic Acid Technology),
- POAT (Poly Organic Acid Technology lub Phosphate Organic Acid Technology).

IAT to płyny zawierające sole nieorganiczne (krzemiany, fosforany, borany) tworzące na powierzchniach metalowych warstwę ochronną. Płyny te były stosowane najwcześniej i są najtańsze. Wady to możliwość uszkadzania chłodnic aluminiowych, możliwość uszkadzania pompy chłodzenia (wskutek grubości osadów) i niska trwałość (maksymalnie 2 lata eksploatacji). 
OAT to płyny zawierające kwasy organiczne (np. kwas sebacynowy, kwas 2-etyloheksanowy, pochodne kwasu benzoesowego) tworzące na powierzchniach metalowych warstwę ochronną. Płyny te charakteryzują się podwyższoną trwałością (co najmniej 5 lat eksploatacji) i kompatybilnością z chłodnicami aluminiowymi. Wady to możliwość uszkadzania lutów ołowiowych (starsze samochody) oraz uszczelek wykonanych z niektórych typów tworzyw. Ryzyko to wynikało z działania kwasu 2-etyloheksanowego, dlatego też nowsze płyny mają zmniejszoną zawartość tego kwasu albo też został on wyeliminowany (w płynach POAT), co jednak zwiększa koszt płynu.
HOAT to płyny zawierające kwasy organiczne i krzemiany (czasami stosowana jest nazwa SiOAT) tworzące na powierzchniach metalowych warstwę ochronną. Płyny te charakteryzują się podwyższoną trwałością (5 lat eksploatacji) i kompatybilnością z różnymi materiałami. Współcześnie większość płynów jest produkowana w tej technologii.
NOAT to odmiana płynów HOAT (czasami niewyróżniana), w której zamiast krzemianów stosowane są azotany, a NMOAT zawierają dodatkowo związki molibdenu. Płyny te są bardzo trwałe (co najmniej 7 lat eksploatacji) i kompatybilne z różnymi materiałami, ale kosztowne (tańsze od POAT). Płyny tego typu są stosowane w niektórych pojazdach typu maszyny budowlane, duże samochody ciężarowe etc.
POAT to odmiana płynów OAT (czasami niewyróżniana) pozbawiona całkowicie kwasu 2-etyloheksanowego (zastąpiony innymi substancjami). Płyny te są bardzo trwałe (co najmniej 7 lat eksploatacji) i kompatybilne z różnymi materiałami, ale kosztowne. W tej technologii produkowane są wszystkie płyny na bazie glikolu propylenowego.
Do starszych silników stosuje się płyny z dodatkami krzemianowymi (IAT). W nowszych albo tzw. płyny zawierające dodatki organiczne (OAT) albo hybrydowe (HOAT). Nie powinno się też przesadzić w drugą stronę: dodatki organiczne rozpuszczają lut ołowiu stosowany w chłodnicach starszego typu i dlatego nie można stosować płynu z dodatkami OAT do starszych aut. W doborze płynu pomocna może być klasyfikacja stworzona na potrzeby samochodów marki VW:
- auta 1989-1996 płyn G11
- auta 1996-2001 płyn G12
- auta 2001-2004 płyn G12+
- auta 2004-2008 płyn G12++
- auta od 2008 r. płyn G13[1].

Płyny chłodnicze są barwione w celu łatwiejszej lokalizacji przecieków i uniknięcia przypadkowego spożycia. Czasami spotykane jest stwierdzenie, że barwa pozwala łatwo zidentyfikować typ płynu (IAT — zielona i niebieska, OAT — różowa, jasnoczerwona lub pomarańczowa, HOAT — niebieska, niebiesko-zielona, ciemnoczerwona lub fioletowa; SiOAT — różowa), które obecnie nie jest już prawdziwe. Płyny POAT mogą być czerwone lub niebieskie, a niektóre zielone (np. płyny z glikolem polipropylenowym).

Podział ze względu na zawartość krzemianów
- płyn typu G11, zawartość krzemianów 500-680 mg/l
- płyn typu G12/G12+, nie zawiera krzemianów
- płyn typu G12++/G13, zawartość krzemianów 400-500 mg/l[2].

Niezalecane jest mieszanie płynów zawierających krzemiany z płynami niezawierającymi krzemianów. Nie wolno mieszać płynów starszej generacji G11 (kolor niebieski, zielony) z płynami klasy G12 (czerwony, pomarańczowy) i G12+ (fioletowo-czerwony, fioletowo-różowy). Nie zaleca się stosowania bez krzemianowych płynów OAT: G12 i G12+, jeśli nie rekomenduje tego producent pojazdu, z uwagi na ryzyko rozszczelnienia układu lub nawet uszkodzenia uszczelki pod głowicą.